# Pensacola (Florida)
Pensacola és una ciutat portuària dels Estats Units d'Amèrica, seu del comtat d'Escambia, al nord-oest de l'estat de Florida. De 51.923 habitants (2010) si bé a la seva àrea metropolitana hi viuen 461.227 habitants.
És coneguda com la ciutat de les cinc banderes, car al llarg de la seva història han onejat les d'Espanya, França, Gran Bretanya, Estats Units i la dels Estats Confederats del Sud (1861-1865). Va ser l'escenari de la transcendental Batalla de Pensacola el 1781. Disposa d'una universitat des de 1967. Les principals activitats econòmiques són la indústria fustera, química i el turisme.

## Història
Fundada el 1698 pels espanyols, sota el mandat del governador Andrés de Arriola, si bé la presència espanyola s'inicia en el segle xvi: el 1559 Tristán de Luna y Arellano funda la vila de Santa María, destruïda poc després per un huracà. així es pot parlar de diversos períodes de dominació espanyola, amb altres intercalats de presència francesa i anglesa:
- Primer període sota sobirania espanyola 1559-1719
- Període sota sobirania francesa 1719-1722
- Segon període sota sobirania espanyola 1722-1763
- Període sota sobirania anglesa 1763-1781
- Tercer període sota sobirania espanyola 1781-1819.

Durant la Guerra d'Independència dels Estats Units es va produir la batalla de Pensacola (març-maig 1781), en la qual el governador espanyol de Louisiana Bernardo de Gálvez y Madrid derrota a les tropes angleses de John Campbell, assolint una victòria decisiva.
El 1819 passa a formar part dels Estats Units, que van forçar a Espanya a vendre Florida al govern nord-americà a canvi de mantenir les seves fronteres en l'Oest d'Amèrica del Nord segons el Tractat Adams-Onís.